# Iscadia variegata
Iscadia variegata är en fjärilsart som beskrevs av Druce 1910. Iscadia variegata ingår i släktet Iscadia och familjen trågspinnare. Inga underarter finns listade i Catalogue of Life.